# Mobilbrowser
En mobilbrowser, også kaldet en mikrobrowser eller minibrowser er en webbrowser designet til brug på mobile computere så som mobiltelefoner, smartmobiler og tavlecomputere. Mobilbrowsere er optimerede til at vise webindhold mest effektivt på små skærme på mobile computere. Mobilbrowser-programmer skal være små og effektive, således at de også fungerer på enheder med lav hukommelse og på langsommere internetforbindelser. Typisk har der været tale om nedgraderede webbrowsere, men siden 2006 har nogle mobilbrowsere også kunnet håndtere nyere teknologier som CSS, JavaScript og Ajax.
Websider designet til brug for mobilbrowsere kaldes for trådløse portaler eller det mobile internet. Disse websteder kan automatisk danne mobile versioner af hver webside, for eksempel denne.